# Ла Палома Адишон (Тексас)
Ла Палома Адишон (енгл. La Paloma Addition) насељено је место без административног статуса у америчкој савезној држави Тексас.

## Демографија
По попису из 2010. године број становника је 330.
| Група             | 2000.    | 2010.       |
| Белци             | 0 (0,0%) | 17 (5,2%)   |
| Афроамериканци    | 0 (0,0%) | 1 (0,3%)    |
| Азијати           | 0 (0,0%) | 0 (0,0%)    |
| Хиспаноамериканци | 0 (0,0%) | 312 (94,5%) |
| Укупно            | 0        | 330         |